# Mistrovství světa ve snowboardingu 2007
Mistrovství světa ve snowboardingu 2007 bylo v pořadí sedmým světovým šampionátem ve snowboardingu pořádaným Mezinárodní lyžařskou federací. Konalo se ve dnech 13. až 20. ledna 2007 v Arose ve Švýcarsku. Muži i ženy soutěžili  v paralelním slalomu a obřím slalomu,  na U-rampě a ve snowboardcrossu. Disciplínu Big Air absolvovali jen muži. 
Výsledky

## Paralelní slalom
| Umístění | Země      | Sportovec          |
| -------- | --------- | ------------------ |
| 1        | Švýcarsko | Simon Schoch       |
| 2        | Švýcarsko | Philipp Schoch     |
| 3        | Slovinsko | Rok Flander        |
| 4        | Rakousko  | Andreas Promegger  |
| 5        | Francie   | Mathieu Bozzetto   |
| 6        | Itálie    | Roland Fischnaller |
| 7        | Slovinsko | Dejan Košir        |
| 8        | Francie   | Nicolas Huet       |

| Umístění | Země       | Sportovec               |
| -------- | ---------- | ----------------------- |
| 1        | Rakousko   | Heidi Neururerová       |
| 2        | Rakousko   | Marion Kreinerová       |
| 3        | Rakousko   | Doresia Kringsová       |
| 4        | Nizozemsko | Nicolien Sauerbreijová  |
| 5        | Rusko      | Jekatěrina Tudegeševová |
| 6        | Rakousko   | Doris Güntherová        |
| 7        | Německo    | Isabella Laböcková      |
| 8        | USA        | Stacia Hookomová        |

## Paralelní obří slalom
| Umístění | Země      | Sportovec          |
| -------- | --------- | ------------------ |
| 1        | Slovinsko | Rok Flander        |
| 2        | Švýcarsko | Philipp Schoch     |
| 3        | Švýcarsko | Heinz Inniger      |
| 4        | Rakousko  | Siegfried Grabner  |
| 5        | Rakousko  | Andreas Prommegger |
| 6        | USA       | Tyler Jewell       |
| 7        | Francie   | Nicolas Huet       |
| 8        | Slovinsko | Izidor Šušteršič   |

| Umístění | Země      | Sportovec                 |
| -------- | --------- | ------------------------- |
| 1        | Rusko     | Jekatěrina Tudegeševová   |
| 2        | Německo   | Amelie Koberová           |
| 3        | Švýcarsko | Fränzi Mägertová-Kohliová |
| 4        | Rakousko  | Marion Kreinerová         |
| 5        | USA       | Stacia Hookomová          |
| 6        | Itálie    | Carmen Raniglerová        |
| 7        | Rusko     | Světlana Boldikovová      |
| 8        | Francie   | Julie Pomagalská          |

## Snowboardcross
| Umístění | Země     | Sportovec            |
| -------- | -------- | -------------------- |
| 1        | Francie  | Xavier De Le Rue     |
| 2        | USA      | Seth Wescott         |
| 3        | USA      | Nate Holland         |
| 4        | Francie  | Vincent Valery       |
| 5        | Francie  | Paul-Henri De Le Rue |
| 6        | Rakousko | Mario Fuchs          |
| 7        | Rakousko | Markus Schairer      |
| 8        | USA      | Jason Smith          |

| Umístění | Země      | Sportovec             |
| -------- | --------- | --------------------- |
| 1        | USA       | Lindsey Jacobellisová |
| 2        | Švýcarsko | Sandra Freiová        |
| 3        | Norsko    | Helene Olafsenová     |
| 4        | Rakousko  | Doresia Kringsová     |
| 5        | Kanada    | Maëlle Rickerová      |
| 6        | Francie   | Julie Pomagalská      |
| 7        | Švýcarsko | Tanja Friedenová      |
| 8        | Kanada    | Christelle Doyonová   |

## U rampa
| Umístění | Země     | Sportovec        |
| -------- | -------- | ---------------- |
| 1        | Francie  | Mathieu Crepel   |
| 2        | Japonsko | Kazuhiro Kokubo  |
| 3        | Kanada   | Brad Martin      |
| 4        | Finsko   | Janne Korpi      |
| 5        | Finsko   | Antti Autti      |
| 6        | Kanada   | Crispin Lipscomb |
| 7        | USA      | Steven Fisher    |
| 8        | Francie  | Gary Zebrowski   |

| Umístění | Země           | Sportovec         |
| -------- | -------------- | ----------------- |
| 1        | Švýcarsko      | Manuela Pesková   |
| 2        | Japonsko       | Sōko Yamaokaová   |
| 3        | Polsko         | Paulina Ligocká   |
| 4        | Japonsko       | Šiho Nakašimaová  |
| 5        | Čína           | Chen Xu           |
| 6        | Finsko         | Meri Peltonenová  |
| 7        | Švýcarsko      | Sina Candrianová  |
| 8        | Velká Británie | Lesley McKennaová |

## Big Air
| Umístění | Země    | Sportovec           |
| -------- | ------- | ------------------- |
| 1        | Francie | Mathieu Crepel      |
| 2        | Finsko  | Antti Autti         |
| 3        | Finsko  | Janne Korpi         |
| 4        | Finsko  | Sami Saarenpaa      |
| 5        | Finsko  | Risto Mattila       |
| 6        | Finsko  | Peetu Piiroinen     |
| 7        | Norsko  | Per-Iver Grimsrud   |
| 8        | Belgie  | Christophe Reynders |

Umístění Čechů:  13. Martin Černík, 40. Ondřej Zvoníček, 49. Matěj Novák 

Datum soutěže 19. ledna 2007

## Medailové pořadí
| Umístění | Země      | Zlato | Stříbro | Bronz | Celkem |
| -------- | --------- | ----- | ------- | ----- | ------ |
| 1        | Francie   | 3     | -       | -     | 3      |
| 2        | Švýcarsko | 2     | 3       | 2     | 7      |
| 3        | Rakousko  | 1     | 1       | 1     | 3      |
|          | USA       | 1     | 1       | 1     | 3      |
| 5        | Slovinsko | 1     | -       | 1     | 2      |
| 6        | Rusko     | 1     | -       | -     | 1      |
| 7        | Japonsko  | -     | 2       | -     | 2      |
| 8        | Finsko    | -     | 1       | 1     | 2      |
| 9        | Německo   | -     | 1       | -     | 1      |
| 10       | Kanada    | -     | -       | 1     | 1      |
|          | Polsko    | -     | -       | 1     | 1      |
|          | Norsko    | -     | -       | 1     | 1      |